# Hans Heinrich Angermüller
Hans Heinrich Angermüller (* 10. März 1928 in Wernigerode; † 19. Februar 2013) war ein deutscher Politikwissenschaftler. 

## Leben
Der Sohn eines Angestellten aus der preußischen Kreisstadt Wernigerode promovierte zum Dr. sc. und habilitierte sich. Er war Hauptabteilungsleiter im Institut für Internationale Politik und Wirtschaft der DDR in Ost-Berlin.

## Auszeichnungen
- 1978 Vaterländischer Verdienstorden in Bronze
- 1982 Orden Banner der Arbeit Stufe II
- 1988 Vaterländischer Verdienstorden in Silber

## Werke
- Wessen Freiheit meinen Sie, Herr Bundeskanzler? Berlin: Dietz, 1965
- Allgemeine Krise des Kapitalismus, Berlin: Dietz, 1976
- Monopolmacht in der Krise. Zur politischen Labilität des staatsmonopolistischen Kapitalismus, Berlin: Staatsverlag der DDR, 1985